# Aida Yasuaki
Aida Yasuaki (em japonês:  会田 安明; Yamagata, 10 de fevereiro de 1747 – Edo, atual Tóquio, 26 de outubro de 1817) foi um matemático japonês.
Aida cresceu em Yamagata ao norte de Honshu e foi em 1769 para Edo a fim de trabalhar. Em 1788 publicou Sampo Tenshi Shinan, um livro sobre problemas geométricos. Também trabalhou no campo da teoria dos números e aprimorou os métodos de Seki Takakazu para o tratamento de frações contínuas.